# Cantone di Narbona-Sud
Il Cantone di Narbona-Sud era una divisione amministrativa dell'arrondissement di Narbona.
A seguito della riforma approvata con decreto del 21 febbraio 2014, che ha avuto attuazione dopo le elezioni dipartimentali del 2015, è stato soppresso.

## Composizione
Comprende parte della città di Narbona e il comune di Bages.